# السمك الابيض
القاتمة الشائعة (البرنس البرنس) هي سمكة صغيرة خشنة في المياه العذبة من عائلة قبرصي.

## وصف

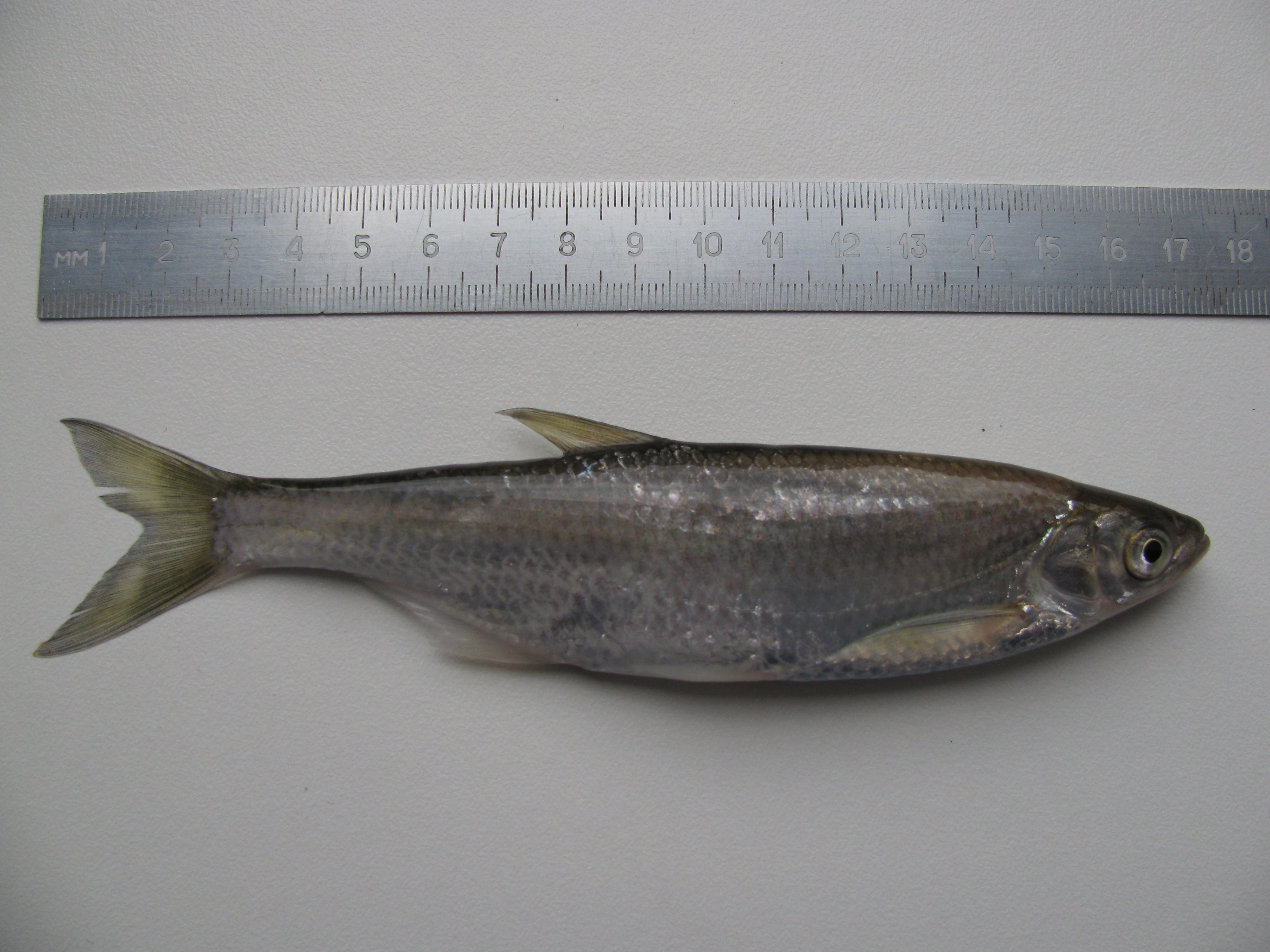

جسد الكآبة ممدود ومسطح أيضا، الرأس مدبب والفم الصغير نسبيًا مقلوب لأعلى. الزعنفة الشرجية طويلة وتحتوي على 18-23 شعاعًا. الخط الجانبي يكون مكتمل. القاتمة تمتلك اللون الفضي اللامع، والزعانف مدببة وعديمة اللون. يبلغ الحد الأقصى لطوله حوالي 25 سم (10 بوصة)
في أوروبا، يمكنك بسهولة الخلط بين القاتمة والعديد من الانواع الأخرى بسهولة. في إنجلترا، يمكن الخلط بين صغار الدنيس الشائع والسمن الفضي والشابة القاتمة، بالرغم من أن فم القاتمة المدبب والمقلوب لأعلى يكون مميزًا في المراحل الصغيرة بالفعل. الصرصور الصغير والرافف يمتلكان أجسام تكون أوسع وزعانف شرجية قصيرة.

## حادثة
يحدث القاتم في أوروبا وغرب آسيا: شمال القوقاز وجبال البرانس وجبال الألب، وفي شمال إيران نحو حوض الفولغا شرقا وشمال غرب تركيا. وهو غائب عن شبه الجزيرة الأيبيرية والأبينينية ،و أيضا من أنهار مستجمعات المياه الأدرياتيكية في البلقان ومعظم الجزر البريطانية وتستثنى جنوب شرق إنجلترا. قد تم تقديمه محليًا في إسبانيا والبرتغال وإيطاليا.

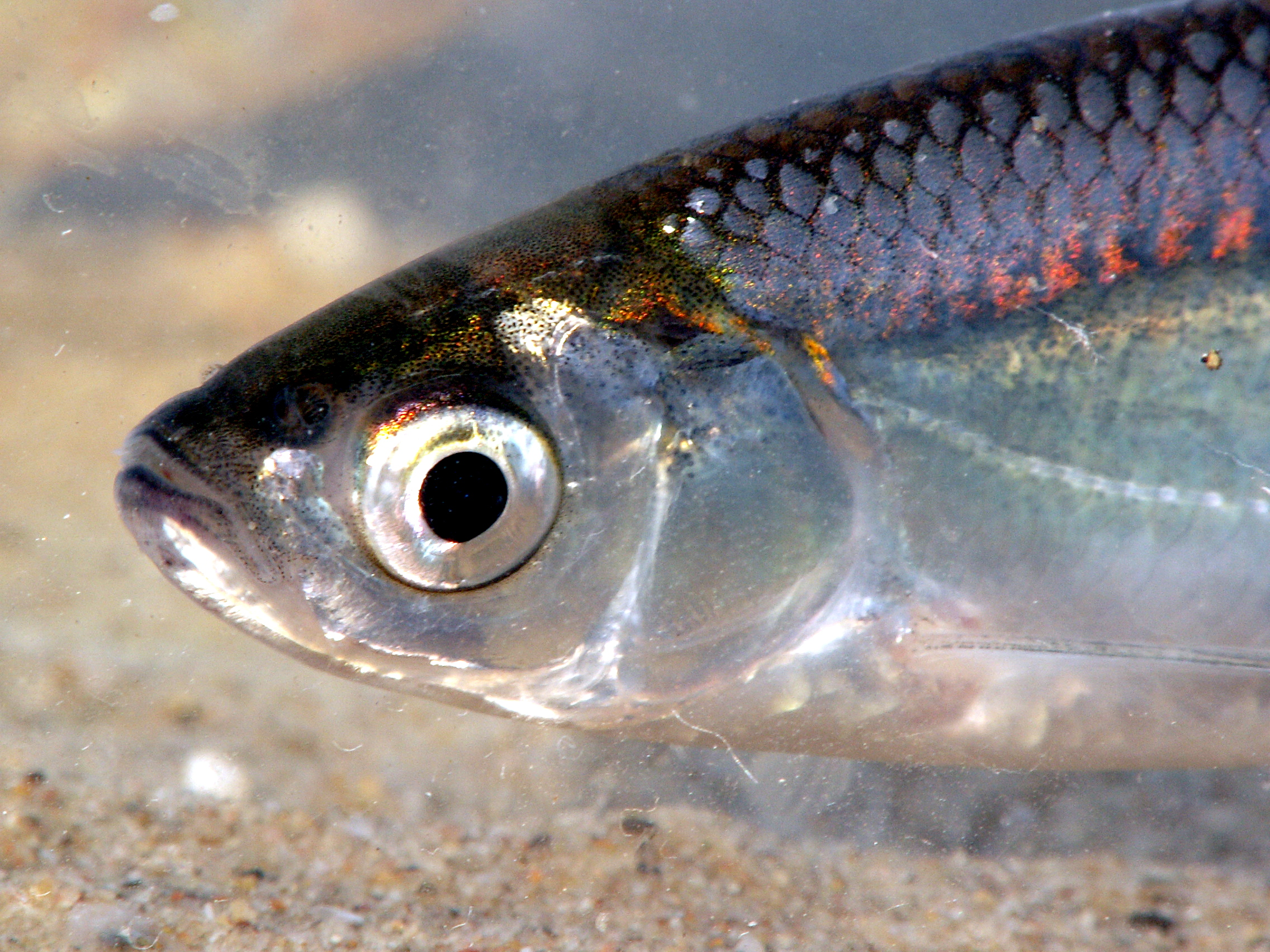
الألوان اللامعة واللؤلؤية على رأس قاتم في ضوء الشمس المباشر

## علم البيئة
القاتمة قد تعيش في مدارس كبيرة وهي تتغذى على الرخويات الصغيرة والحشرات التي تسقط في الماء ويرقات الحشرات والديدان ايضا والمحار الصغير ومخلفات النباتات. وتعيش في الجداول والبحيرات.القاتم يفضل المياه المفتوحة ويتواجد بأعداد هائلة حيث يحدث تدفق للغذاء من محطات الضخ أو خلف السدود.

### التبويض
بالقرب من الشاطئ في المياه الضحلة. يفرخ القاتم وقد تم العثور على بعضها في عمق المياه. الركيزة ليست مهمة.

### أهمية
اوقد تكون لقاتمة مصدر غذائي مهم للأسماك المفترسة. وهي أكثر حساسية للتلوث من الكبريتات الأخرى، ويفسر دلك الانخفاض في شمال غرب أوروبا.

## الاستخدامات
القاتمة تستخدم كطعم لرياضة صيد الأسماك الكبيرة.استخرج السيد Jaguin في باريس عام 1656 ,من موازين الكابة الشائعة، ما يسمى بجوهر أورينتال أو «جوهر اللؤلؤ»، (يستخدم في صناعة اللؤلؤ الاصطناعي )، وهو جوانين بلوري.